# 住吉神社 (高山市丹生川町)
住吉神社（すみよしじんじゃ）は、岐阜県高山市丹生川町（旧・大野郡丹生川村）に鎮座する神社。

## 概要
創建時期は不詳だが、平安時代中期創建という。
1908年（明治41年）4月、この地域（大字折敷地など）の神社（津島神社、春日神社、白山神社、神明神社、塞神神社、稲荷神社、愛宕神社、秋葉神社等）を合祀する。
1956年（昭和31年）9月に岐阜県神社庁より県神社庁長参向指定神社（金幣社）の指定を受ける。

## 祭神

### 主祭神
- 住吉三神（表筒之男神・中筒之男神・ 底筒之男神）
- 神功皇后

### 摂末社祭神
- 天照皇大神
- 伊邪那岐命
- 伊邪那美命
- 建速須佐之男命
- 建御雷神
- 斎主神
- 天津児屋根神
- 菊理姫神
- 八衢比古神
- 八衢比売神
- 久那戸神
- 倉稲魂神
- 火之夜芸速男神
- 火結神

## 天然記念物
- 住吉神社のケヤキ

目通り幹周囲6.1mのケヤキ。1968年（昭和43年）8月6日に岐阜県の天然記念物に指定されている。

## 交通アクセス
- のらマイカー国府 - 折敷地線、丹生川荒城線「折敷地」バス停下車、徒歩約3分。